# Hopeíta

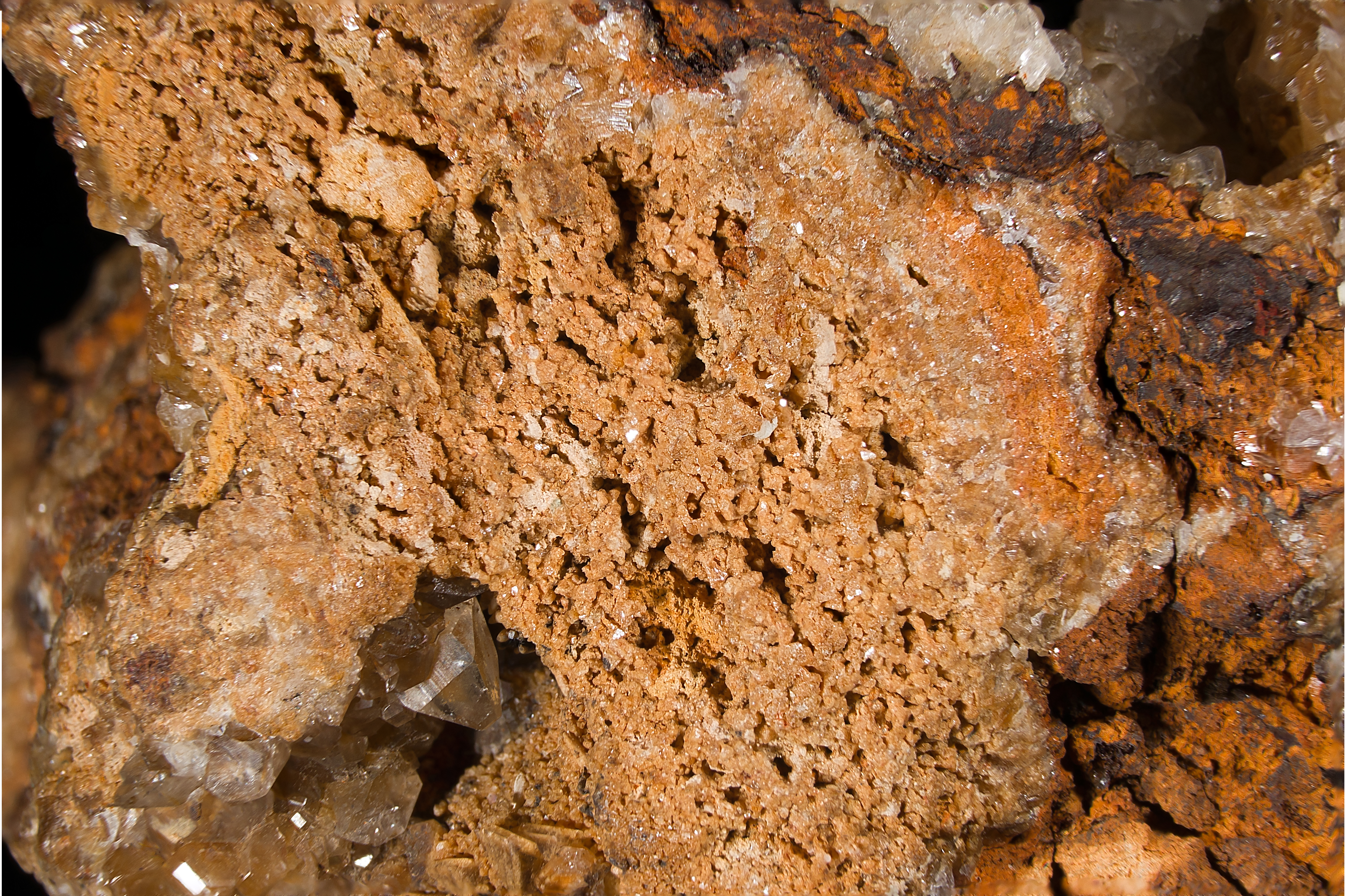
Hopeita - "Vieille montagne" (yacimiento topotipo)

La hopeíta es un mineral de la clase de los minerales fosfatos. Fue descubierta en 1822 cerca de Verviers (Bélgica), siendo nombrado en honor de Thomas C. Hope, profesor de la universidad de Edimburgo. Un sinónimo poco usado es hibbenita.

## Características químicas
Es un fosfato hidratado de cinc, dimonrfo de la parahopeíta. Las dos variedades conocidas, α-hopeíta y β-hopeíta, son distinguibles por pequeñas propiedades ópticas y por el diferente comportamiento térmico. Estas dos variedades difieren en la orientación en la estructura cirstalina de una molécula de agua.
Es el análogo con fosfato de la arsenohopeíta, arsenato de cinc con el que forma una solución sólida, en la que la sustitución gradual del fosfato por arsenato va dando los distintos minerales de la serie.

## Formación y yacimientos
Es un mineral raro que se puede formar en una última etapa en algunos yacimientos de cinc hidrotermales, así como en complejos pegmatíticos de granito. Se encontró formando incrustaciones en calizas de una cueva.
Suele encontrarse asociado a otros minerales como: tarbuttita, hemimorfita, spencerita, smithsonita, vanadinita, trifilita, ferrisicklerita, leucofosfita, laueíta, robertsita, hidroxilapatito o esfalerita.

## Usos
Puede ser extraído en las minas como mena de cinc, aunque raro.